# Вермиоза
Вермиоза (порт. Vermiosa)  —  район (фрегезия) в Португалии,  входит в округ Гуарда. Является составной частью муниципалитета  Фигейра-де-Каштелу-Родригу. По старому административному делению входил в провинцию Бейра-Алта. Входит в экономико-статистический  субрегион Бейра-Интериор-Норте, который входит в Центральный регион. Население составляет 438 человек на 2001 год. Занимает площадь 39,50 км².